# Жюиньяк
Жюинья́к (фр. Juignac) — коммуна во Франции, находится в регионе Пуату — Шаранта. Департамент — Шаранта. Входит в состав кантона Монморо-Сен-Сибар. Округ коммуны — Ангулем.
Код INSEE коммуны — 16170.
Коммуна расположена приблизительно в 420 км к юго-западу от Парижа, в 135 км южнее Пуатье, в 30 км к югу от Ангулема.

## Население
Население коммуны на 2008 год составляло 412 человек.
| 1962 | 1968 | 1975 | 1982 | 1990 | 1999 | 2008 |
| ---- | ---- | ---- | ---- | ---- | ---- | ---- |
| 615  | 613  | 560  | 517  | 466  | 439  | 412  |

## Администрация
| Период | Период | Фамилия       | Партия | Примечания |
| ------ | ------ | ------------- | ------ | ---------- |
|        | 2001   | Морис Сабатер |        | фермер     |
| 2001   | 2008   | Жинет Небу    |        |            |
| 2008   | 2014   | Ален Делоне   |        | фермер     |

## Экономика
В 2007 году среди 244 человек в трудоспособном возрасте (15—64 лет) 151 были экономически активными, 93 — неактивными (показатель активности — 61,9 %, в 1999 году было 58,7 %). Из 151 активных работали 135 человек (73 мужчины и 62 женщины), безработных было 16 (7 мужчин и 9 женщин). Среди 93 неактивных 13 человек были учениками или студентами, 30 — пенсионерами, 50 были неактивными по другим причинам.

## Достопримечательности
- Церковь Сен-Назер (XII век)
  - Бронзовый колокол (1610 год). Исторический памятник с 1944 года[3]
- Аббатство Сент-Мари[фр.] (XV век)

## Известные уроженцы
- Мельяр, Оливье (1440—1502) — францисканский проповедник, придворный проповедник короля Франции Людовика XI, духовник Карла VIII.

## Фотогалерея
- Жюиньяк
- Аббатство Сент-Мари
- Военный мемориал